# GNU nano
nano é um editor de texto para sistemas tipo Unix ou ambientes usando interfaces de linha de comandos (CLI). Ele emula o editor de texto Pico, parte do cliente de email Pine, e também provê funcionalidade adicional. Em contraste com Pico, nano é licenciado sob a Licença Pública Geral GNU (GPL). Lançado como software livre por Chris Allegretta em 1999, atualmente nano é parte do Projeto GNU.

## História
nano foi criado em 1999 primeiro com o nome TIP (This isn't Pico), por Chris Allegretta. Sua motivação foi criar um substituto livre para o Pico, que não era distribuído sob uma licença livre. O nome mudou para nano em 10 de janeiro de 2000 para evitar um conflito de nome com um utilitário Unix, o tip. O nome vem dos prefixos SI, já que nano é 1000 vezes maior do que pico. Em fevereiro de 2001, nano tornou-se parte do Projeto GNU.
nano implementa algumas habilidades que faltam no Pico, entre eles coloração de texto, busca e substituição com expressões regulares, rolagem suave, múltiplos buffers, suporte a mudança das teclas de atalho, e re-fazer e desfazer sobre as mudanças na edição.
Em 11 de agosto de 2003, Chris Allegretta oficialmente passou a manutenção do código do nano para David Lawrence Ramsey. Em 20 de dezembro de 2007, Ramsey saiu dentre os mantenedores do nano.

## Teclas de controle
nano, assim como Pico, é comandado por teclas de atalho. Por exemplo, Ctrl+O salva o arquivo atual; Ctrl+W vai para o menu de busca. nano coloca uma linha de barra de atalhos na base da tela, listando muitos dos comandos disponíveis no contexto atual. Para uma lista completa, Ctrl+G mostra a tela de ajuda.
Diferente do Pico, nano usa teclas meta para mudar seu comportamento. Por exemplo, Meta+S liga/desliga a rolagem suave.